# Boulevard de la Gare (Toulouse)
Pour les articles homonymes, voir Boulevard de la Gare.
Le boulevard de la Gare (en occitan : baloard de la Gara) est une voie de Toulouse, chef-lieu de la région Occitanie, dans le Midi de la France.

## Situation et accès

### Description
Le boulevard de la Gare est une voie publique. Il borde à l'ouest les quartiers de Marengo et de Guilheméry.
La chaussée compte trois voies de circulation automobile en sens unique, du boulevard Pierre-Semard vers le port Saint-Étienne, dont une est réservée aux transports en commun. Il n'existe pas d'aménagement cyclable.

### Voies rencontrées
Le boulevard de la Gare rencontre les voies suivantes, d'ouest en est (« g » indique que la rue se situe à gauche, « d » à droite) :
1. Pont Guilheméry (g)
2. Rue du Pont-Guilheméry (d)
3. Rue Jean-Goujon (d)
4. Rue Jean-Baby (d)
5. Passerelle Charles-Bourseul (g)
6. Pont de la Colombette (g)
7. Avenue de la Gloire (d)
8. Pont Gabriel-Péri (g)
9. Avenue du Cimetière (d)
10. Pont Pierre-Paul-Riquet (g)
11. Boulevard de Marengo (d)

### Transports
Le boulevard de la Gare est parcouru et desservi sur toute sa longueur par la ligne de bus 27. Au carrefour de la rue du Pont-Guilheméry se trouvent les arrêts du Linéo L1 et, au carrefour de l'avenue de la Gloire, du bus 23. La station de métro la plus proche est la station Marengo – SNCF, sur la ligne .

## Odonymie
Le boulevard de la Gare a reçu ce nom lors de son aménagement vers 1860. Il s'étendait alors jusqu'au pont de Matabiau et desservait directement la gare Matabiau, dont la halte avait été inaugurée en 1856 par la Compagnie des chemins de fer du Midi et les autorités municipales. En 1945, la partie du boulevard entre le pont Pierre-Paul-Riquet et le pont de Matabiau prit le nom de Pierre Semard (1887-1942), syndicaliste, secrétaire général de la Fédération des cheminots (CGT) et dirigeant du Parti communiste français, fusillé comme otage par les Allemands. Ainsi, le boulevard de la Gare ne passe plus devant elle,.

## Patrimoine et lieux d'intérêt

### Édifices industriels
- no  10 : usine de métaux Demaux[3].
- no  14 : usine de pâtes alimentaires Louis Barrat[4].
- no  16 : usine[5].
- no  17 : entrepôt réel des douanes[6].

### Immeubles et maisons
- no  1-7 : immeuble[7].
- no  8 : immeuble[8].